# Gangala na Bodio
 (janvier 2020).
Gangala na Bodio était une station de domestication d’éléphants située dans le territoire de Dungu, dans la province du Haut-Uele de la République démocratique du Congo, non loin de la frontière du Soudan ç une centaine de kilomètres de Dungu .

## Description
Cette station de domestication fut créée lors de la colonisation belge en 1938 et perdura un certain temps après l’indépendance du Congo belge. Le dressage des éléphants y avait un caractère impressionnant. L’emploi le plus judicieux de ces pachydermes était celui de bétail de labour et de traction.
C’est en 1900 que  Léopold II chargea le Commandant Laplume, un vétéran de la guerre contre les Mahdistes, de tenter la domestication de l’éléphant africain.
Les premiers essais furent entrepris dans le district de l’Uélé, situé également en Province Orientale, en employant des pièges-fosses, puis par un « keddah » une enceinte palissadée dans laquelle on rabat un troupeau. Ces méthodes s’avérèrent mauvaises et ne donnèrent pas de résultat. 
Il fut alors procédé à la capture qui consistait à s’emparer de l’animal de vive force en terrain découvert. Pour arriver à ce résultat, il fallait « lancer » un troupeau dans la savane et le poursuivre de près. Ceci était réalisé par une équipe de capture de douze à vingt hommes dont au moins quatre étaient armés de fusils pour la protection des coureurs chargés de placer les cordes aux membres postérieurs de l’animal chassé. Le placement de ces cordes par les chasseurs se faisait généralement en courant. Lorsque plusieurs de ces cordes, similaires à des lassos, avaient été placées, les chasseurs se pendaient à celles-ci ralentissant ainsi l’animal dans sa fuite. Un moment d’arrêt  était mis à profit pour fixer l’extrémité libre des cordes à un arbre. Les éléphants qui chargeaient pour défendre celui qui était en difficulté, étaient écartés  ou abattus à coup de fusil. L’envoi de l’animal capturé à la station était effectué par deux éléphants dressés (moniteurs). Au corps de l’un de ceux-ci  on attachait le capturé au moyen d’une longe d’encolure.
Les éléphants capturés n’étaient évidemment pas les plus grands, la taille variait généralement entre 1,50 m et 2 mètres, ce qui correspond approximativement à un âge de 8 à 20 ans.

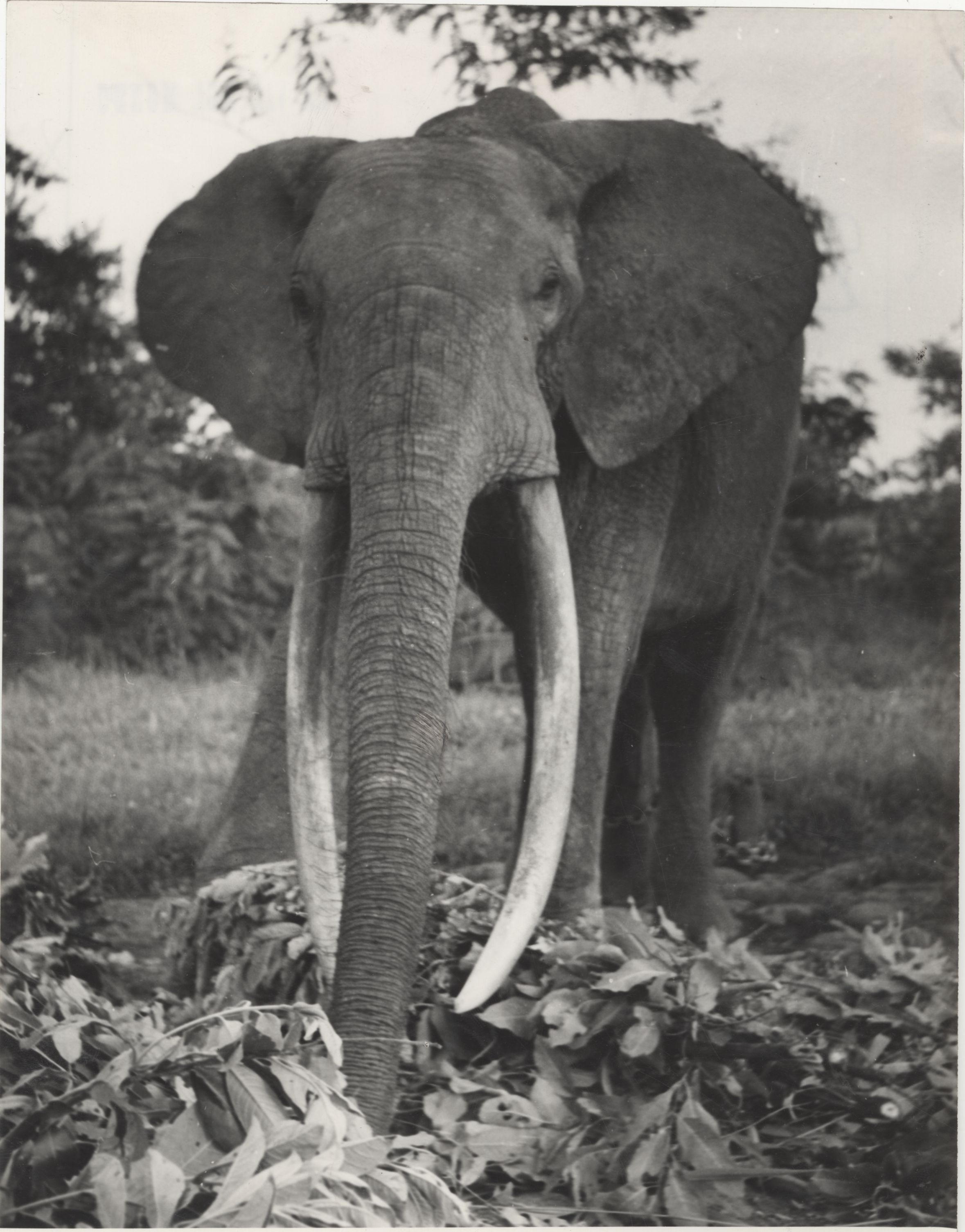
Le plus grand éléphant vivant au Centre de domestication des éléphants de Gangala na Bodio, 1958, Touring Club Italiano

À la station de Gangala-na-Bodio, les chasses avaient lieu du 1er février à fin mars (en pleine saison sèche). Ces chasses étaient  quelquefois exceptionnellement rapides ; en 1947 trente animaux furent capturés en vingt jours au prix d’une dizaine de vieux éléphants abattus par les chasseurs pour leur défense et sans une seule égratignure parmi le personnel chasseur, ce qui démontre l’exceptionnelle maîtrise à laquelle les chasseurs-cornacs étaient arrivés.
Le groupe de capture ou, en d’autres termes, l’ensemble du personnel et des éléphants domestiqués employés au cours d’une saison de chasse, était composé comme suit : une section de commandement (un officier et une dizaine de chasseurs), un peloton de capture comprenant trois équipes, une section d’éléphants moniteurs (10 à 15 éléphants et leurs cornacs), vivres, munitions, cordes, outillage. L’officier et les chasseurs de la section de commandement étaient montés sur des chevaux d’origine soudanaise.
À l’arrivée au camp, l’éléphant capturé était l’objet de soins incessants : promenades, pâturage, abreuvages, bains, nourriture et repos se succédaient suivant un horaire inflexible sous la conduite des moniteurs et la surveillance vigilante de l’officier.  
L’éléphant capturé (la capture) passait environ sept heures par jour en compagnie de son éléphant moniteur (le moniteur). Elle était attachée à celui-ci par l’encolure au moyen d’une grosse corde enroulée autour du corps du moniteur qui pouvait ainsi conduire deux captures à la fois, l’une à sa droite, l’autre à sa gauche. La capture passait le reste de sa journée attachée à deux arbres par un pied postérieur et par le cou. Les emplacements choisis étaient bien ombragés et d’incessantes distributions de fourrage et d’eau  étaient faites par le personnel. Au bout de deux ou trois mois les jeunes éléphants étaient complètement habitués à cette routine journalière. Commençait alors la première phase du dressage qui se faisait en partie à l’attache et en partie en marchant soit dans le manège, soit à l’extérieur. Les jeunes éléphants étaient alors accoutumés à être montés par leur cornac, ils apprenaient à se coucher et à se relever au commandement, à se porter en avant, à s’arrêter, à tourner et à reculer sous l’action des pieds, des genoux et des mains de leur cornac.
Après environ quatre mois de ce dressage ces jeunes éléphants pouvaient être joints aux plus anciens qui pâturaient sous la garde de quelques hommes au lieu  d’être constamment attachés à un moniteur ou à des arbres. Le terrain de pâturage, environ un ou deux hectares entouré d’un petit sentier coupé dans les hautes herbes pour permettre aux gardiens d’assurer la surveillance était appelé le « carré ». Le carré changeait chaque jour de place pour assurer aux animaux une nourriture fraîche et pour sauvegarder les arbres de la savane dans la mesure du possibles car les éléphants sont de grands destructeurs d’arbres.
Ces éléphants, qui atteignent environ 2 mètres au garrot, étaient progressivement dressés au travail de traction suivant les mêmes principes que ceux dont on use pour le dressage des chevaux de trait. Ceux qui montraient des aptitudes comme moniteurs (calme, maniabilité et puissance) étaient essayés comme élèves moniteurs au cours des chasses.
Les éléphants dressés étaient loués par des planteurs par qui ils étaient utilisés pour des travaux de débardage des bois en forêts et comme attelages de chariot dans les plantations de café et de coton. Les éléphants peuvent fournir de 4 à 6 heures de travail par jour.